# Adams (Tennessee)
Adams és una població dels Estats Units a l'estat de Tennessee. Segons el cens del 2000 tenia 566 habitants.

## Demografia
Segons el cens del 2000, Adams tenia 566 habitants, 203 habitatges, i 158 famílies. La densitat de població era de 89,2 habitants/km².
Dels 203 habitatges en un 41,4% hi vivien nens de menys de 18 anys, en un 59,1% hi vivien parelles casades, en un 15,8% dones solteres, i en un 21,7% no eren unitats familiars. En el 17,7% dels habitatges hi vivien persones soles l'11,8% de les quals corresponia a persones de 65 anys o més que vivien soles. El nombre mitjà de persones vivint en cada habitatge era de 2,79 i el nombre mitjà de persones que vivien en cada família era de 3,13.
Per edats la població es repartia de la següent manera: un 29,2% tenia menys de 18 anys, un 8,1% entre 18 i 24, un 26,7% entre 25 i 44, un 23,7% de 45 a 60 i un 12,4% 65 anys o més.
L'edat mediana era de 35 anys. Per cada 100 dones de 18 o més anys hi havia 88,3 homes.
La renda mediana per habitatge era de 32.500 $ i la renda mediana per família de 40.179 $. Els homes tenien una renda mediana de 31.932 $ mentre que les dones 21.190 $. La renda per capita de la població era de 15.067 $. Entorn del 6,3% de les famílies i el 12,5% de la població estaven per davall del llindar de pobresa.

## Poblacions més properes
El següent diagrama mostra les poblacions més properes.